# De conviviis barbaris
De conviviis barbaris (“Over een barbaars gastmaal”) is een epigram daterend uit de vierde of vijfde eeuw. Het is vooral bekend omdat er enkele Vandaalse woorden in gebruikt worden. Hoewel er in de Latijnse tekst het woord Goticum gebruikt wordt, werd dit woord voor heel veel oude Germaanse talen gebruikt. Hoewel niet onverdeeld, wordt wel gedacht dat het hier niet gaat om een Gotische maar om een van de weinige overgeleverde teksten in de Vandaalse taal. De tekst gaat als volgt:
Inter eils Goticum scapia matzia ia drincan
non audet quisquam dignos educere versus.
Onder (het roepen van) het Vandaalse "Heil!, laten we eten en drinken"
durft niemand waardige verzen voort te brengen.
De Vandaalse woorden worden als volgt geduid:
- eils: waarschijnlijk een foutieve spelling voor hails, "heil".
- scapia: qua vorm te verbinden met Duits "schöpfen" en Nederlands "scheppen". Als betekenis kan men uitgaan van "gereedmaken" of "iets concreet maken" en dan "beginnen met".
- matzia (in het Gotisch gespeld als matjan) betekent "eten".
- ia (in het Gotisch gespeld als jah) betekent "en".
- drincan (in het Gotisch gespeld als drigkan) betekent "drinken" en is uiteraard verwant aan Nederlands "drinken".

Dit – anonieme - spotgedicht is opgenomen in de Anthologia Latina.